# Karin Bergström
Karin Bergström, född 22 juni 1949, är en svensk skådespelare från Norrköping.
Bergström inledde sin bana som delfintränare i Kolmårdens Djurpark. Hon studerade teatervetenskap vid Stockholms universitet och var operettprimadonna på Arbisteatern i Norrköping, innan hon 1976 fick sitt första professionella engagemang hos Nils Poppe på Fredriksdalsteatern i Helsingborg. På Fredriksdal har hon medverkat i många uppsättningar både under Nils Poppes och Eva Rydbergs ledning. Hon spelade i Hagges revy på Lisebergsteatern i Göteborg 1980 och spelade fars på Vasan i Stockholm under några år på 1980-talet, bland annat långköraren Spanska flugan med Carl-Gustaf Lindstedt. 
I sex år var Bergström anställd vid Östgötateatern i Norrköping-Linköping. I sin hemstad Norrköping spelade hon även revy tillsammans med Tjadden Hällström på Skandiateatern. Hon har turnerat med Riksteatern, arbetat på Scalateatern i Stockholm och även varit verksam som regiassistent. Hon var gift med regissören Hans Bergström.

## Teater

### Roller (ej komplett)
| År   | Roll                                        | Produktion                                                              | Regi           | Teater              |
| ---- | ------------------------------------------- | ----------------------------------------------------------------------- | -------------- | ------------------- |
| 1980 | Fröken Fromm, sekreterare Hulda, hembiträde | Mimmi från Möllevången Ralph Benatzky, Alexander Engel och Julius Horst | Hans Bergström | Fredriksdalsteatern |
| 1981 | Paula Klinck                                | Spanska flugan Franz Arnold och Ernst Bach                              | Per Gerhard    | Vasateatern         |
| 1985 | "Honda-Madonnan"                            | Min käre man Pierrette Bruno                                            | Per Gerhard    | Vasateatern         |
| 1995 |                                             | Husan också! Åke Cato och Mikael Neumann                                | Hans Bergström | Fredriksdalsteatern |
| 2000 | Kajsa Gardin, husa                          | Arnbergs korsettfabrik Franz Arnold och Ernst Bach                      | Hans Bergström | Fredriksdalsteatern |
| 2001 | Apotekare Hedvig Vaxén                      | Kärlek och lavemang Molière                                             | Hans Bergström | Fredriksdalsteatern |